# Anoplischius pyronotus
Anoplischius pyronotus – gatunek małego chrząszcza z rodziny sprężykowatych.
Długość chrząszcza wynosi 8-9 mm.
Ten przedstawiciel sprężykowatych jest brązowy z wyjątkiem przedtułowia barwy żółtej. Owłosienie jest żółte, umiarkowanne pod względem gęstości i długości.
Jedenastosegmentowe czułki niezależnie od płci wykazują ząbkowanie. 2. segment ma kształt kulisty. Długości trzeciego i czwartego nie różnią się. Górna warga wykazuje kształt półkolisty. Porastają ją długie sety.
Przedplecze, o większej szerokości niż długości, w swej przedniej części stopniowo się zwęża ku przodowi. Jego przedni brzeg jest prosty, a boczne łódkowate. Wypukłe pokrywy również ulegają zwężeniu: w swych ⅔ dystalnych.
Występuje umiarkowanie długa ostroga na piszczeli. Tarczkę opisuje się jako wydłużoną i trójkątną.
Owad pochodzi z Kuby.